# Erra-imiti
Erra-imiti va ser el novè rei de la dinastia d'Isin a Sumer a inicis del segle xviii aC.
Va ser successor de Lipit-Enlil. La Llista de reis sumeris li dona un regnat de 8 anys. El va succeir Enlil-bani de filiació desconeguda.